# Nerville-la-Forêt
Nerville-la-Forêt és un municipi francès, situat al departament de Val-d'Oise i a la regió d'Illa de França. L'any 2007 tenia 735 habitants.
Forma part del cantó de L'Isle-Adam, del districte de Pontoise i de la Comunitat de comunes de la Vallée de l'Oise et des Trois Forêts.

## Demografia

### Població
El 2007 la població de fet de Nerville-la-Forêt era de 735 persones. Hi havia 260 famílies, de les quals 40 eren unipersonals (27 homes vivint sols i 13 dones vivint soles), 72 parelles sense fills, 121 parelles amb fills i 27 famílies monoparentals amb fills.
La població ha evolucionat segons el següent gràfic:
Habitants censats

### Habitatges
El 2007 hi havia 279 habitatges, 260 eren l'habitatge principal de la família, 5 eren segones residències i 14 estaven desocupats. 265 eren cases i 3 eren apartaments. Dels 260 habitatges principals, 234 estaven ocupats pels seus propietaris, 18 estaven llogats i ocupats pels llogaters i 8 estaven cedits a títol gratuït; 7 tenien una cambra, 15 en tenien dues, 29 en tenien tres, 49 en tenien quatre i 160 en tenien cinc o més. 199 habitatges disposaven pel capbaix d'una plaça de pàrquing. A 111 habitatges hi havia un automòbil i a 139 n'hi havia dos o més.

### Piràmide de població
La piràmide de població per edats i sexe el 2009 era:
| Homes | Edats   | Dones |
| ----- | ------- | ----- |
| 0     | 95 o +  | 0     |
| 0     | 90 a 94 | 0     |
| 4     | 85 a 89 | 12    |
| 0     | 80 a 84 | 0     |
| 8     | 75 a 79 | 12    |
| 8     | 70 a 74 | 8     |
| 4     | 65 a 69 | 20    |
| 20    | 60 a 64 | 20    |
| 32    | 55 a 59 | 8     |
| 52    | 50 a 54 | 36    |
| 28    | 45 a 49 | 44    |
| 28    | 40 a 44 | 24    |
| 20    | 35 a 39 | 32    |
| 12    | 30 a 34 | 12    |
| 36    | 25 a 29 | 16    |
| 20    | 20 a 24 | 32    |
| 28    | 15 a 19 | 36    |
| 40    | 10 a 14 | 60    |
| 32    | 5 a 9   | 16    |
| 12    | 0 a 4   | 4     |

## Economia
El 2007 la població en edat de treballar era de 504 persones, 353 eren actives i 151 eren inactives. De les 353 persones actives 334 estaven ocupades (176 homes i 158 dones) i 19 estaven aturades (9 homes i 10 dones). De les 151 persones inactives 38 estaven jubilades, 46 estaven estudiant i 67 estaven classificades com a «altres inactius».

### Ingressos
El 2009 a Nerville-la-Forêt hi havia 234 unitats fiscals que integraven 618 persones, la mediana anual d'ingressos fiscals per persona era de 25.972,5 €.

### Activitats econòmiques
Dels 30 establiments que hi havia el 2007, 2 eren d'empreses de fabricació d'altres productes industrials, 3 d'empreses de construcció, 8 d'empreses de comerç i reparació d'automòbils, 1 d'una empresa immobiliària, 12 d'empreses de serveis i 4 d'entitats de l'administració pública.
Dels 4 establiments de servei als particulars que hi havia el 2009, 1 era un taller de reparació d'automòbils i de material agrícola, 2 guixaires pintors i 1 empresa de construcció.

## Equipaments sanitaris i escolars
El 2009 hi havia una escola elemental.

## Poblacions més properes
El següent diagrama mostra les poblacions més properes.